# Heliocopris dominus
Heliocopris dominus är en skalbaggsart som beskrevs av Bates 1868. Heliocopris dominus ingår i släktet Heliocopris och familjen bladhorningar. Inga underarter finns listade i Catalogue of Life.

## Bildgalleri

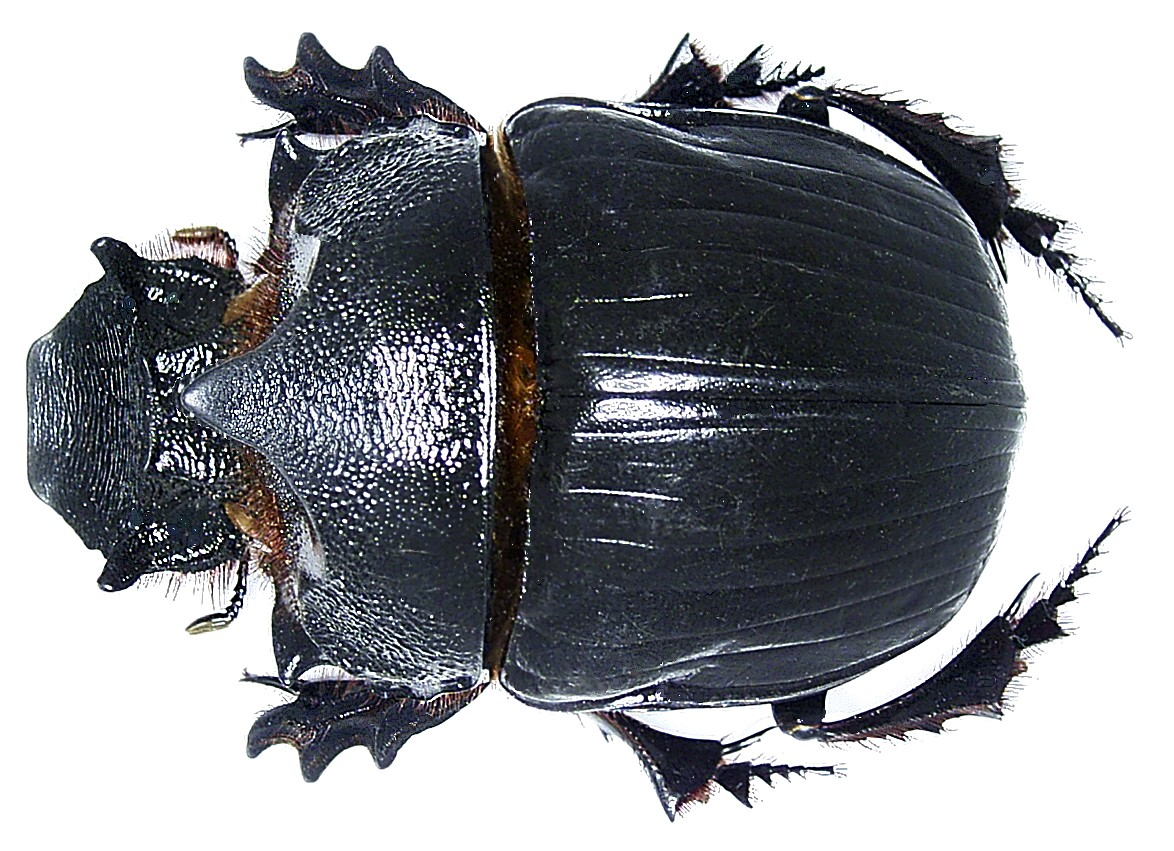
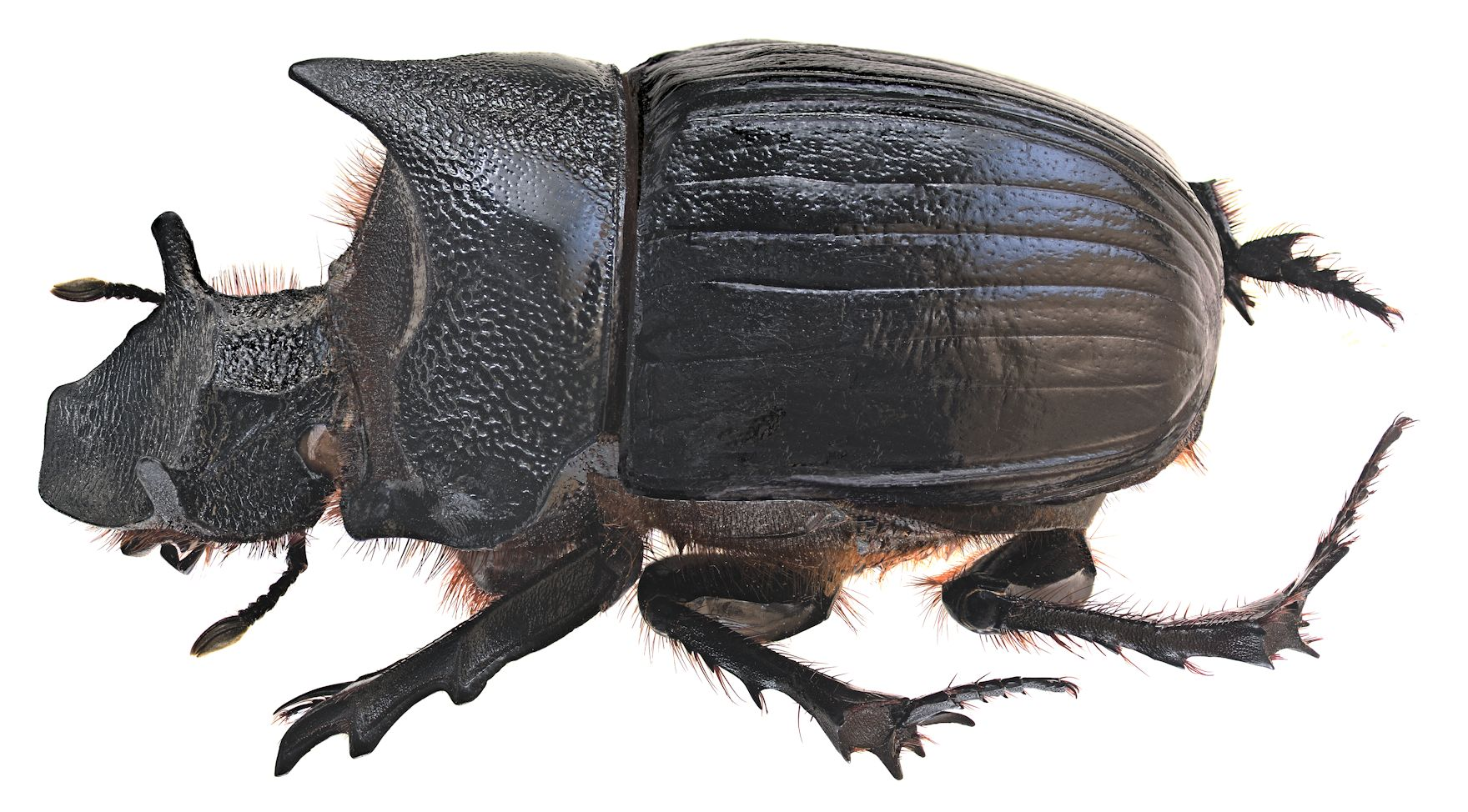
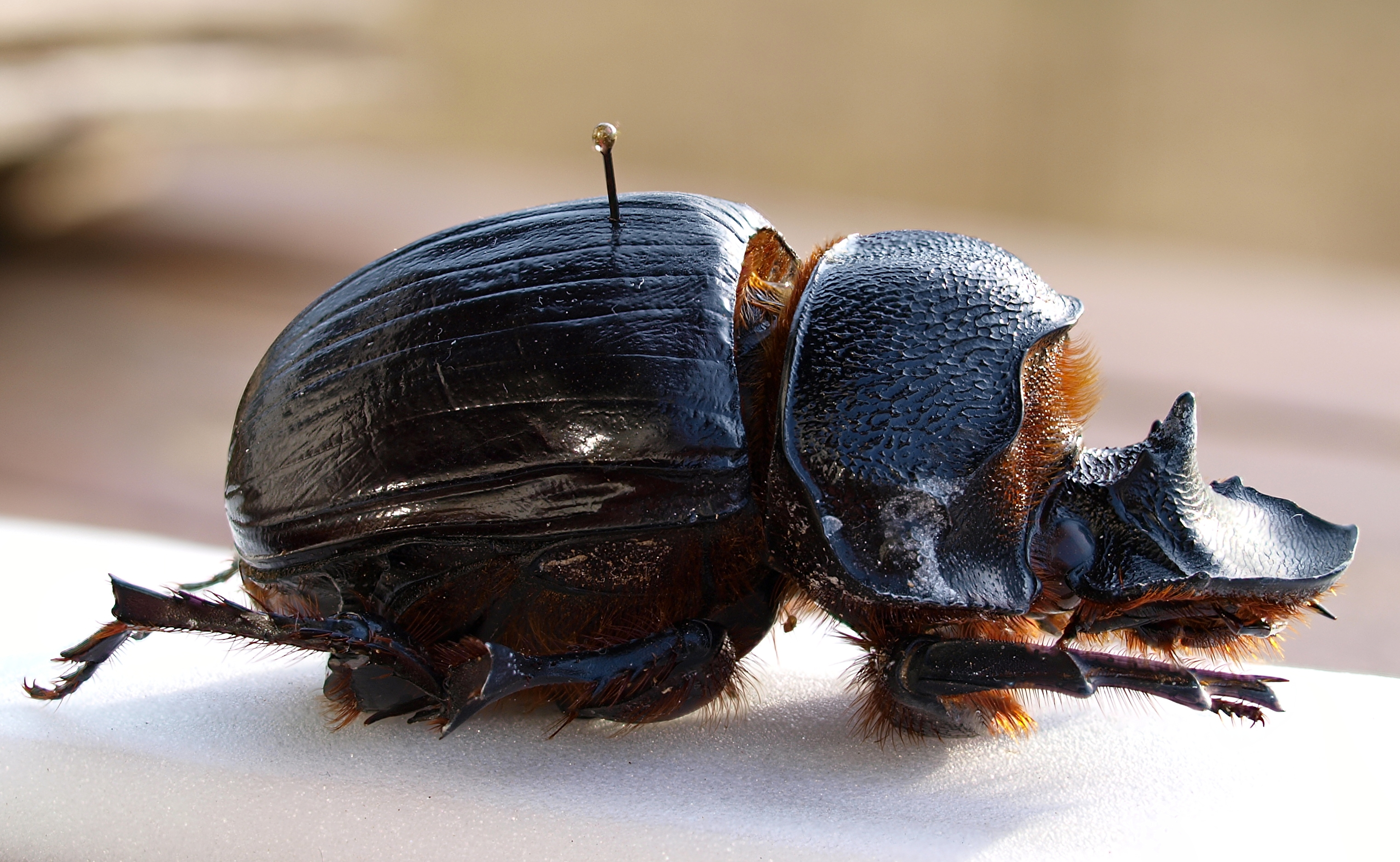
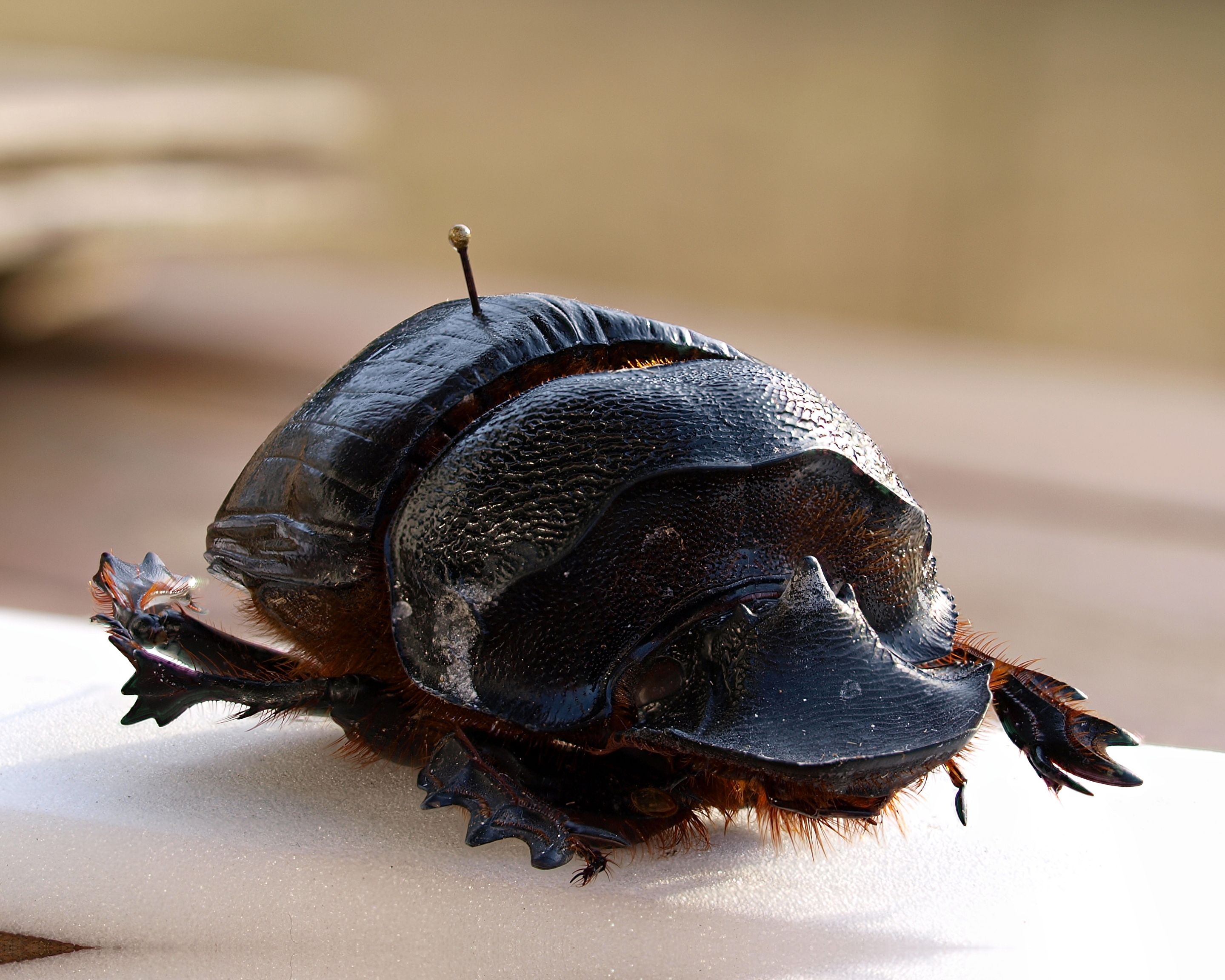
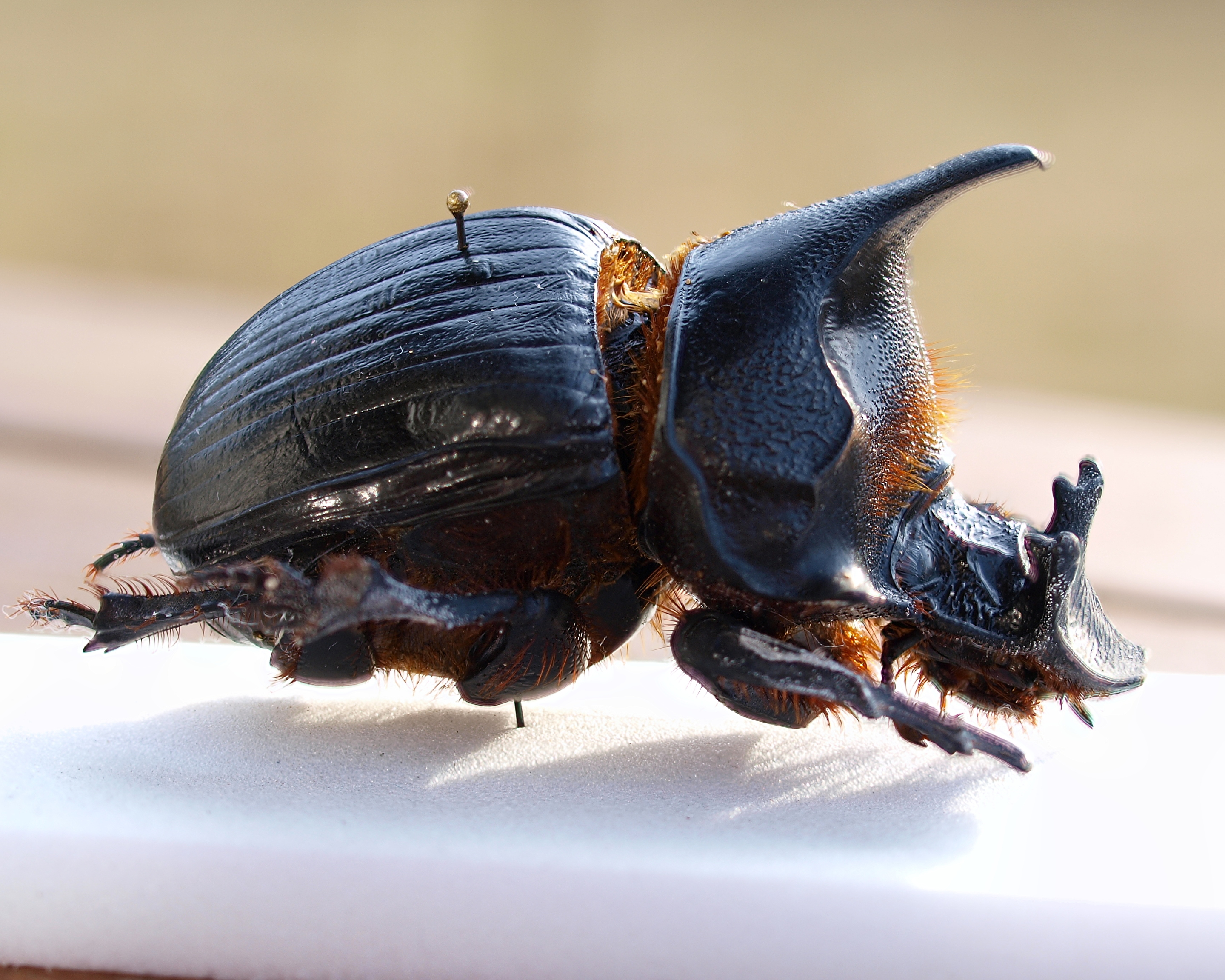
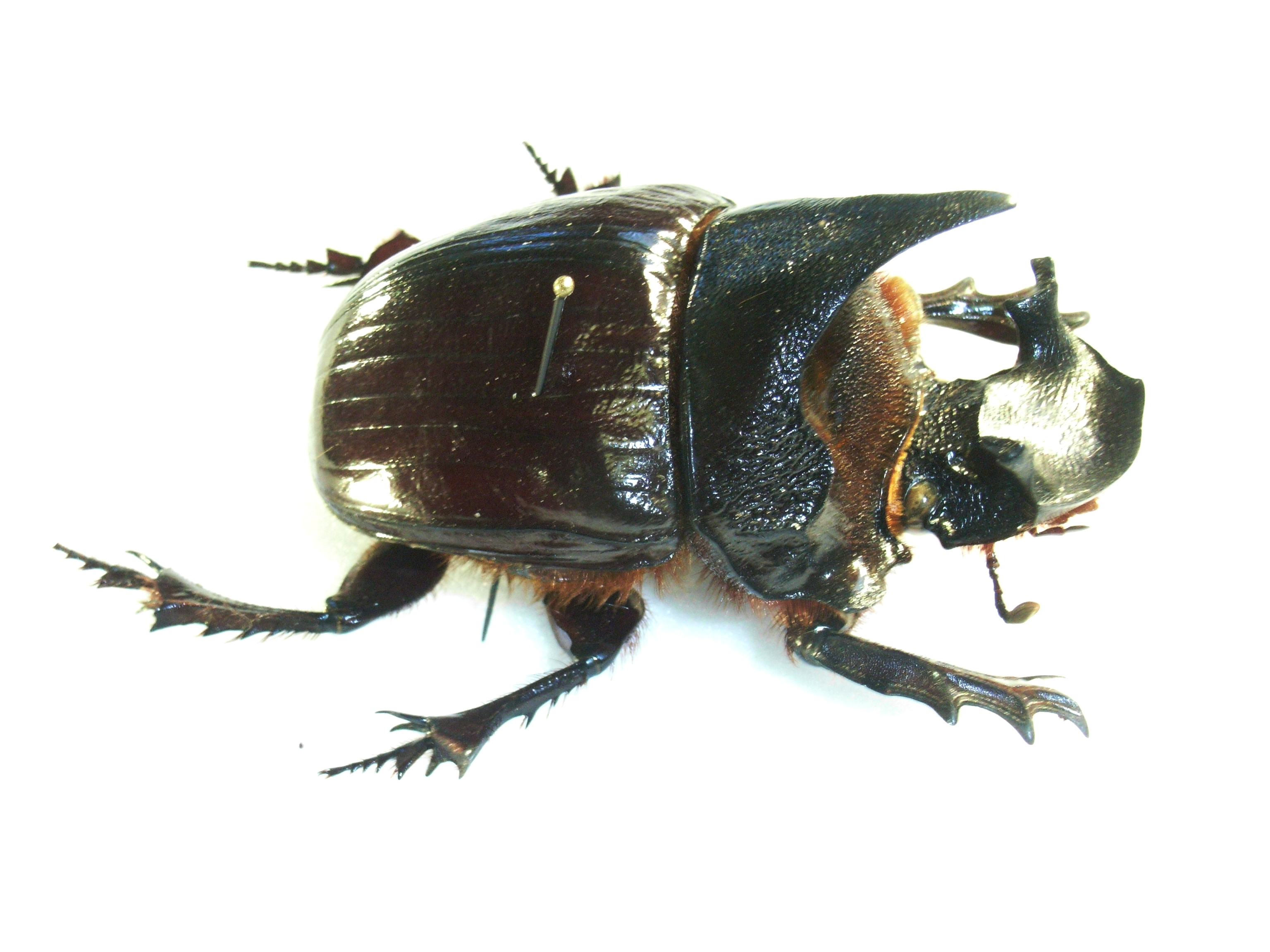